# Hyperbaena oblongifolia
Hyperbaena oblongifolia là một loài thực vật có hoa trong họ Biển bức cát. Loài này được (Eichler) Chodat & Hassl. mô tả khoa học đầu tiên năm 1903.